# Günther von Krosigk

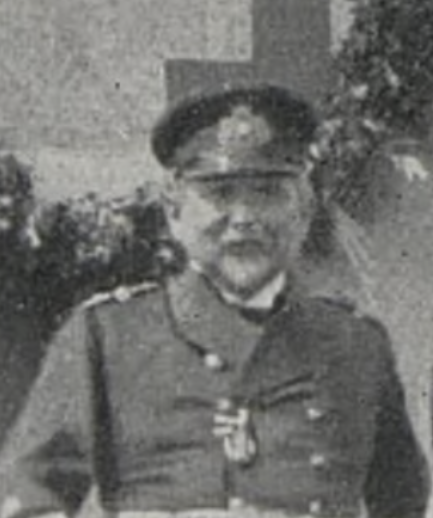
Günther von Krosigk im Wilhelmshaven (1. August 1915)

Günther von Krosigk (* 13. September 1860 in Treptow an der Rega; † 16. Juni 1938 in Brumby) war ein deutscher Admiral im Ersten Weltkrieg.

## Leben

### Familie
Günther von Krosigk war der älteste Sohn des preußischen Generalleutnants Rudolf von Krosigk (1817–1874) und dessen Ehefrau Antoinette, geborene von Krosigk (1821–1866). Als sein Vater starb, war Krosigk keine 14 Jahre alt.
Am 14. Mai 1896 heiratete Krosigk in Destedt Marie, geborene von Veltheim (* 1875). Ihre gemeinsamen Söhne Rudolf (* 1897), Fritz (* 1901) und Günther (* 1904) traten in den Militärdienst ein oder wurden Landwirt.

### Militärkarriere

Admiral v. Krosigk (Mitte) besichtigt den Marine-Zwischenlandeflugplatz Scheuen bei Celle (1918)

Krosigk trat im April 1877 in die Kaiserliche Marine ein. Nach erfolgreichem Abschluss der Marineakademie 1892 übernahm er Aufgaben als Wachoffizier an Bord der Yacht Hohenzollern. Mit dem Stapellauf der als Ersatzbau dienenden gleichnamigen Yacht am 27. Juni 1892 wurde dieses Schiff in "Kaiseradler" umbenannt. Zwei Jahre später war er Inspekteur für die Bildungsaufgaben der kaiserlichen Marine an der Marineakademie. Bei einem späteren Einsatz im osmanischen Reich kam er auch mit Themen der diplomatischen Missionen und der durch die Botschaften/Gesandtschaften in den Ländern ausgeübten außenpolitischen Funktionen in Berührung. Dem vorgespiegelten Schutz deutscher Interessen galten spätere Marineaktionen unter seinem Kommando im Mittelmeer und auch im karibischen Raum. Kurzzeitig kam er in diesem Zusammenhang 1898 auch auf der deutschen Botschaft in Spanien als Marineattaché zum Einsatz. Nach der Rückkehr wurde er Ende 1898 als 1. Adjutant auf der Marinestation Ostsee verwendet. Danach war er ab 1902 im Ramnge eines Kapitäns zur See, Abteilungsleiter im Marinekabinett. Von 1911 bis 1912 war er als Konteradmiral Chef des Ostasiengeschwaders. Anschließend wurde er Direktor des Allgemeinen Marinedepartements im Reichsmarineamt. Vom 15. Juli 1914 bis zum 8. Januar 1919 war Krosigk als Chef der Marinestation der Nordsee und als Gouverneur der Befestigungen des Reichskriegshafens Wilhelmshaven eingesetzt. Am 22. März 1915 erfolgte seine Beförderung zum Admiral und damit die formale Ernennung zum Chef der Marinestation der Nordsee.
Während der Novemberrevolution verhandelte Krosigk mit dem von revolutionären Kräften ernannten Präsidenten des Freistaates Oldenburg, Bernhard Kuhnt. Am 8. Januar 1919 wurde Krosigk in den Ruhestand verabschiedet und verbrachte seinen Lebensabend in Brumby bei Calbe an der Saale.

### Auszeichnungen
- Roter Adlerorden I. Klasse mit Eichenlaub und Schwertern[3]
- Kronenorden II. Klasse mit Stern[3]
- Ritterkreuz des Königlichen Hausordens von Hohenzollern[3]
- Eisernes Kreuz (1914) II. und I. Klasse[3]
- Preußisches Dienstauszeichnungskreuz[3]
- Ehrenkomtur des Fürstlichen Hausordens von Hohenzollern
- Bayerischer Militärverdienstorden I. Klasse mit Schwertern[3]
- Hanseatenkreuz Bremen und Hamburg[3]
- Mecklenburgisches Kriegsverdienstkreuz II. Klasse[3]
- Friedrich-August-Kreuz I. Klasse[3]
- Großkreuz des Albrechts-Ordens mit goldenem Stern und Schwertern[3]
- Waldecksches Verdienstkreuz I. Klasse mit Schwertern